# Liste der Naturdenkmale in Reutlingen
| Naturdenkmale | Anzahl |
| ------------- | ------ |
| FND           | 16     |
| END           | 63     |
| Gesamt        | 79     |

Die Liste der Naturdenkmale in Reutlingen nennt die verordneten Naturdenkmale (ND) der im baden-württembergischen Landkreis Reutlingen liegenden Stadt Reutlingen. In Reutlingen gibt es insgesamt 79 als Naturdenkmal geschützte Objekte, davon 16 flächenhafte Naturdenkmale (FND) und 63 Einzelgebilde-Naturdenkmale (END).
Die entsprechende Rechtsgrundlage wurde mehrfach überarbeitet, unter anderem in den Jahren 1979, 1993 und 1999.  Die aktuell gültige Verordnung durch die Stadt Reutlingen wurde am 6. Mai 2025 unterzeichnet.
Stand: 21. Mai 2025.

## Flächenhafte Naturdenkmale (FND)
| Name                                            | Bild | Kennung     | Einzelheiten                                                                         | Position | Fläche Hektar | Datum         |
| ----------------------------------------------- | ---- | ----------- | ------------------------------------------------------------------------------------ | -------- | ------------- | ------------- |
| Eichenhain und Linden (Wildgehege im Markwasen) |      | 84150610001 | Reutlingen frühere Bezeichnung „alter Weidewald mit Eiche, Linden u. a. (270 Bäume)“ | ⊙        | 4,3           | 19. Dez. 1979 |
| Feuchtgebiet (Gönningen)                        |      | 84150610073 | Reutlingen Frühere Bezeichnung „Feuchtwiese“                                         | ⊙        | 0,8           | 19. Dez. 1979 |
| Feuchtgebiet (Sondelfingen)                     | BW   | 84150610100 | Reutlingen                                                                           | ⊙        | 3,0           | 1. Juni 1999  |
| Feuchtgebiet und Wiese "Apothekerwiese"         |      | 84150610072 | Reutlingen                                                                           | ⊙        | 1,1           | 1. Juni 1999  |
| Hecke an der Burghalde mit Sukzessionsfläche    | BW   | 84150610070 | Reutlingen                                                                           | ⊙        | 0,6           | 1. Juni 1999  |
| Scillawäldle                                    |      | 84150610090 | Reutlingen                                                                           | ⊙        | 3,0           | 1. Juni 1999  |
| Teich mit Schilf und Rohrkolben                 | BW   | 84150610030 | Reutlingen frühere Bezeichnung „Teich“                                               | ⊙        | 0,3           | 19. Dez. 1979 |
| Tuffsteinvorkommen mit Feuchtbiotop             |      | 84150610074 | Reutlingen                                                                           | ⊙        | 5,4           | 1. Juni 1999  |
| Ufergehölz Braikinbach                          |      | 84150610103 | Reutlingen                                                                           | ⊙        | 0,1           | 19. Dez. 1979 |
| Ufergehölz Reichenbach                          |      | 84150610102 | Reutlingen                                                                           | ⊙        | 0,9           | 19. Dez. 1979 |
| Ufergehölz Seebach                              | BW   | 84150610101 | Metzingen, Reutlingen                                                                | ⊙        | 1,3           | 19. Dez. 1979 |
| Vogelschutzgebiet                               | BW   | 84150610105 | Reutlingen                                                                           | ⊙        | 4,6           | 1. Juni 1999  |
| Vogelwäldle                                     | BW   | 84150610104 | Reutlingen                                                                           | ⊙        | 0,5           | 1. Juni 1999  |
| Weißdornhecke                                   |      | 84150610091 | Reutlingen                                                                           | ⊙        | 0,1           | 1. Juni 1999  |
| Enzian und Orchideenstandort                    | BW   | 84150610071 | Reutlingen                                                                           | ⊙        | 0,3           | 6. Mai 2025   |
| Orchideenstandort mit 3 Steinriegeln            | BW   | 84150610075 | Reutlingen                                                                           | ⊙        | 3,1           | 6. Mai 2025   |
| Legende für Naturdenkmal                        |      |             |                                                                                      |          |               |               |

## Einzelgebilde (END)
| Name                                | Bild | Kennung     | Einzelheiten                                                             | Position | Fläche Hektar | Datum         |
| ----------------------------------- | ---- | ----------- | ------------------------------------------------------------------------ | -------- | ------------- | ------------- |
| Baumgruppe (3 Bäume)                | BW   | 84150610276 | Reutlingen ehemals 4 Bäume                                               | ⊙        | 0,0           | 15. Okt. 1993 |
| Baumreihe mit Birnbäumen (12 Stück) |      | 84150610222 | Reutlingen                                                               | ⊙        | 0,0           | 15. Okt. 1993 |
| Buohöhle                            | BW   | 84150610277 | Reutlingen                                                               | ⊙        | 0,0           | 15. Okt. 1993 |
| Drei-Kaiser-Eiche                   |      | 84150610284 | Reutlingen                                                               | ⊙        | 0,0           | 15. Okt. 1993 |
| Friedenslinde                       |      | 84150610252 | Reutlingen                                                               | ⊙        | 0,0           | 15. Okt. 1993 |
| Lindenreihe (6 Stück)               |      | 84150610340 | Reutlingen 1979 noch elf Bäume, 1993 sieben, 2025 dann noch sechs Bäume. | ⊙        | 0,0           | 15. Okt. 1993 |
| Lutherlinde                         |      | 84150610300 | Reutlingen                                                               | ⊙        | 0,0           | 15. Okt. 1993 |
| Schneckenpflaster                   |      | 84150610241 | Reutlingen                                                               | ⊙        | 0,0           | 15. Okt. 1993 |
| Schütte-Eiche                       | BW   | 84150610285 | Reutlingen                                                               | ⊙        | 0,0           | 15. Okt. 1993 |
| 1 Birnbaum                          |      | 84150610217 | Reutlingen                                                               | ⊙        | 0,0           | 15. Okt. 1993 |
| 1 Birnbaum                          |      | 84150610291 | Reutlingen                                                               | ⊙        | 0,0           | 15. Okt. 1993 |
| 1 Blutbuche                         |      | 84150610208 | Reutlingen                                                               | ⊙        | 0,0           | 15. Okt. 1993 |
| 1 Blutbuche                         |      | 84150610210 | Reutlingen                                                               | ⊙        | 0,0           | 15. Okt. 1993 |
| 1 Blutbuche                         |      | 84150610219 | Reutlingen                                                               | ⊙        | 0,0           | 15. Okt. 1993 |
| 1 Buche                             | BW   | 84150610207 | Reutlingen                                                               | ⊙        | 0,0           | 15. Okt. 1993 |
| 1 Eiche                             |      | 84150610204 | Reutlingen                                                               | ⊙        | 0,0           | 15. Okt. 1993 |
| 1 Eiche                             |      | 84150610215 | Reutlingen                                                               | ⊙        | 0,0           | 15. Okt. 1993 |
| 1 Eiche                             | BW   | 84150610223 | Reutlingen                                                               | ⊙        | 0,0           | 15. Okt. 1993 |
| 1 Eiche                             |      | 84150610243 | Reutlingen                                                               | ⊙        | 0,0           | 15. Okt. 1993 |
| 1 Fledermausbaum                    | BW   | 84150610313 | Reutlingen                                                               | ⊙        | 0,0           | 15. Okt. 1993 |
| 1 Friedenslinde                     |      | 84150610290 | Reutlingen                                                               | ⊙        | 0,0           | 15. Okt. 1993 |
| 1 Friedhofslinde                    |      | 84150610282 | Reutlingen                                                               | ⊙        | 0,0           | 15. Okt. 1993 |
| 1 Käpfleseiche                      | BW   | 84150610202 | Reutlingen                                                               | ⊙        | 0,0           | 15. Okt. 1993 |
| 1 Kastanie                          |      | 84150610260 | Reutlingen                                                               | ⊙        | 0,0           | 15. Okt. 1993 |
| 1 Kastanie                          |      | 84150610272 | Reutlingen                                                               | ⊙        | 0,0           | 15. Okt. 1993 |
| 1 Kreuzsteineiche                   | BW   | 84150610301 | Reutlingen                                                               | ⊙        | 0,0           | 15. Okt. 1993 |
| 1 Linde                             |      | 84150610261 | Reutlingen                                                               | ⊙        | 0,0           | 15. Okt. 1993 |
| 1 Nußbaum                           | BW   | 84150610231 | Reutlingen                                                               | ⊙        | 0,0           | 15. Okt. 1993 |
| 1 Platane                           |      | 84150610211 | Reutlingen Früher 1 Platane, 1 Spitzahorn                                | ⊙        | 0,0           | 15. Okt. 1993 |
| 1 Platane                           |      | 84150610216 | Reutlingen                                                               | ⊙        | 0,0           | 15. Okt. 1993 |
| 1 Rosskastanie                      |      | 84150610209 | Reutlingen                                                               | ⊙        | 0,0           | 15. Okt. 1993 |
| 1 Rotbuche, 1 Platane               | BW   | 84150610218 | Reutlingen                                                               | ⊙        | 0,0           | 15. Okt. 1993 |
| 1 Schillerlinde                     |      | 84150610201 | Reutlingen                                                               | ⊙        | 0,0           | 15. Okt. 1993 |
| 1 Schillerlinde                     |      | 84150610341 | Reutlingen                                                               | ⊙        | 0,0           | 15. Okt. 1993 |
| 1 Sommerlinde                       | BW   | 84150610271 | Reutlingen                                                               | ⊙        | 0,0           | 15. Okt. 1993 |
| 1 Sommerlinde                       |      | 84150610274 | Reutlingen                                                               | ⊙        | 0,0           | 15. Okt. 1993 |
| 1 Sommerlinde                       |      | 84150610292 | Reutlingen Früher 2 Sommerlinden                                         | ⊙        | 0,0           | 15. Okt. 1993 |
| 1 Sommerlinde                       |      | 84150610330 | Reutlingen                                                               | ⊙        | 0,0           | 15. Okt. 1993 |
| 1 Trauerbuche                       |      | 84150610206 | Reutlingen                                                               | ⊙        | 0,0           | 15. Okt. 1993 |
| 1 Wellingtonie                      |      | 84150610250 | Reutlingen                                                               | ⊙        | 0,0           | 15. Okt. 1993 |
| 1 Wellingtonie                      |      | 84150610342 | Reutlingen                                                               | ⊙        | 0,0           | 15. Okt. 1993 |
| 1 Winterlinde u. 2 Kastanien        |      | 84150610310 | Reutlingen                                                               | ⊙        | 0,0           | 15. Okt. 1993 |
| 1 Winterlinde                       |      | 84150610230 | Reutlingen                                                               | ⊙        | 0,0           | 15. Okt. 1993 |
| 2 Buchen                            | BW   | 84150610273 | Reutlingen                                                               | ⊙        | 0,0           | 15. Okt. 1993 |
| 2 Lebensbäume                       |      | 84150610220 | Reutlingen                                                               | ⊙        | 0,0           | 15. Okt. 1993 |
| 2 Mammutbäume                       |      | 84150610205 | Reutlingen                                                               | ⊙        | 0,0           | 15. Okt. 1993 |
| 2 Platanen                          |      | 84150610203 | Reutlingen                                                               | ⊙        | 0,0           | 15. Okt. 1993 |
| 2 Platanen                          |      | 84150610283 | Reutlingen                                                               | ⊙        | 0,0           | 15. Okt. 1993 |
| 2 Ramstelbuchen                     | BW   | 84150610270 | Reutlingen                                                               | ⊙        | 0,0           | 15. Okt. 1993 |
| 2 Rosskastanien                     |      | 84150610281 | Reutlingen                                                               | ⊙        | 0,0           | 15. Okt. 1993 |
| 2 Rote Kastanien                    |      | 84150610213 | Reutlingen                                                               | ⊙        | 0,0           | 15. Okt. 1993 |
| 1 Sommerlinde                       |      | 84150610240 | Reutlingen Früher 2 Sommerlinden.                                        | ⊙        | 0,0           | 15. Okt. 1993 |
| 2 Thujabäume                        |      | 84150610214 | Reutlingen                                                               | ⊙        | 0,0           | 15. Okt. 1993 |
| 2 Weiden                            |      | 84150610280 | Reutlingen                                                               | ⊙        | 0,0           | 15. Okt. 1993 |
| 2 Wellingtonien                     |      | 84150610275 | Reutlingen                                                               | ⊙        | 0,0           | 15. Okt. 1993 |
| 1 Platane                           | BW   | 84150614002 | Reutlingen                                                               | ⊙        | 0,0           | 6. Mai 2025   |
| 1 Blutbuche                         | BW   | 84150614001 | Reutlingen                                                               | ⊙        | 0,0           | 6. Mai 2025   |
| 2 Kastanien                         | BW   | 84150614011 | Reutlingen                                                               | ⊙        | 0,0           | 6. Mai 2025   |
| 1 Blutbuche                         | BW   | 84150614009 | Reutlingen                                                               | ⊙        | 0,0           | 6. Mai 2025   |
| 1 Eiche                             | BW   | 84150614010 | Reutlingen                                                               | ⊙        | 0,0           | 6. Mai 2025   |
| 1 Linde                             | BW   | 84150614008 | Reutlingen                                                               | ⊙        | 0,0           | 6. Mai 2025   |
| Gönninger Wasserfall                |      | 84150614003 | Reutlingen                                                               | ⊙        | 0,0           | 6. Mai 2025   |
| Eichenreihe (16 Stück)              | BW   | 84150614012 | Reutlingen                                                               | ⊙        | 0,0           | 6. Mai 2025   |
| 1 Roßkastanie                       | BW   | 84150614004 | Reutlingen                                                               | ⊙        | 0,0           | 6. Mai 2025   |
| Legende für Naturdenkmal            |      |             |                                                                          |          |               |               |

## Ehemalige Naturdenkmale
| Name                             | Bild | Kennung     | Einzelheiten                                            | Position | Fläche Hektar | Datum                           |
| -------------------------------- | ---- | ----------- | ------------------------------------------------------- | -------- | ------------- | ------------------------------- |
| Kopfweide                        |      | 84150610286 | Reutlingen                                              | ???      | 0,0           | 15. Okt. 1993 bis 6. Mai 2025   |
| 1 alte Pyramidenpappel + 6 junge |      | 415.002     | Reutlingen                                              | ???      | 0,0           | 19. Dez. 1979 bis 15. Okt. 1993 |
| 7 Pyramidenpappeln               | BW   | 415.003     | Reutlingen                                              | ⊙        | 0,0           | 19. Dez. 1979 bis 15. Okt. 1993 |
| 12 Thuja                         | BW   | 415.004     | Reutlingen                                              | ⊙        | 0,0           | 19. Dez. 1979 bis 15. Okt. 1993 |
| Kreuzeiche (1 Bergulme)          | BW   | 415.005     | Reutlingen                                              | ⊙        | 0,0           | 19. Dez. 1979 bis 15. Okt. 1993 |
| 1 Eiche                          | BW   | 415.008     | Reutlingen                                              | ⊙        | 0,0           | 19. Dez. 1979 bis 15. Okt. 1993 |
| Hecke                            |      | 415.011     | Reutlingen                                              | ???      | 0,0           | 19. Dez. 1979 bis 15. Okt. 1993 |
| Hecke                            |      | 415.012     | Reutlingen                                              | ???      | 0,0           | 19. Dez. 1979 bis 15. Okt. 1993 |
| Steinach-Linde                   | BW   | 84150610242 | Reutlingen                                              | ⊙        | 0,0           | 19. Dez. 1979 bis 6. Mai 2025   |
| Verteidigungsgräben              |      | 415.055     | Reutlingen                                              | ???      | 0,0           | 19. Dez. 1979 bis 15. Okt. 1993 |
| Trollblumenwiese                 | BW   | 415.060     | Reutlingen aufgegangen in Naturschutzgebiet Taubenäcker | ⊙        | 0,0           | 19. Dez. 1979 bis 12. Okt. 1987 |
| 14 Eichen                        |      | 415.061     | Reutlingen                                              | ???      | 0,0           | 19. Dez. 1979 bis 15. Okt. 1993 |
| Hügelgrab                        |      | 415.062     | Reutlingen                                              | ???      | 0,0           | 19. Dez. 1979 bis 15. Okt. 1993 |
| 8 Roßkastanien                   |      | 415.073     | Reutlingen                                              | ???      | 0,0           | 19. Dez. 1979 bis 15. Okt. 1993 |
| Linde                            |      | 415.096     | Reutlingen                                              | ???      | 0,0           | 19. Dez. 1979 bis 15. Okt. 1993 |
| Gassenbrunnen                    |      | 415.0102    | Reutlingen                                              | ???      | 0,0           | 19. Dez. 1979 bis 15. Okt. 1993 |
| 1 Blutbuche                      |      | 84150610212 | Reutlingen                                              | ⊙        | 0,0           |                                 |
| 1 Fledermausbaum                 | BW   | 84150610311 | Reutlingen                                              | ⊙        | 0,0           | 15. Okt. 1993 bis 6. Mai 2025   |
| 1 Fledermausbaum                 | BW   | 84150610312 | Reutlingen                                              | ⊙        | 0,0           | 15. Okt. 1993 bis 6. Mai 2025   |
| 1 Linde                          | BW   | 84150610251 | Reutlingen                                              | ⊙        | 0,0           | 15. Okt. 1993 bis 6. Mai 2025   |
| 1 Linde                          |      | 84150610320 | Reutlingen                                              | ⊙        | 0,0           | 15. Okt. 1993 bis 6. Mai 2025   |
| 1 Rotbuche                       |      | 84150610221 | Reutlingen                                              | ⊙        | 0,0           | 15. Okt. 1993 bis 6. Mai 2025   |
| Legende für Naturdenkmal         |      |             |                                                         |          |               |                                 |